# Taskiria otwayensis
Taskiria otwayensis är en nattsländeart som beskrevs av Arturs Neboiss 1984. Taskiria otwayensis ingår i släktet Taskiria och familjen Kokiriidae. Inga underarter finns listade i Catalogue of Life.